# 10410 Yangguanghua
10410 Yangguanghua è un asteroide della fascia principale. Scoperto nel 1997, presenta un'orbita caratterizzata da un semiasse maggiore pari a 3,1650137 au e da un'eccentricità di 0,1367061, inclinata di 7,93328° rispetto all'eclittica.
Yang Guanghua (1923–2006) è stato un ingegnere chimico ed educatore cinese.